# Michele Marchesini
Michele Marchesini (Verona, 30 aprile 1968) è un ex velista e allenatore italiano.
È stato componente della Squadra Nazionale Italiana di vela dal 1997 al 2005 con la quale ha partecipato ai Giochi Olimpici di Atene 2004 nella categoria del Singolo Maschile Finn.
Attualmente Direttore Tecnico della Federazione Italiana Vela 